# Dulcibella camanchaca
Dulcibella
Genre
Espèce
Dulcibella camanchaca, unique représentant du genre Dulcibella, est une espèce de crustacés amphipodes de la famille des Eusiridae. 

## Description
Dulcibella camanchaca, est un grand amphipode (holotype : 38,9 mm de longueur). Ses caractéristiques distinctives incluent : un corps dorsal lisse, 12 épines sur la plaque maxillaire externe 1, des gnathopodes subsimilaires et fortement sous-chélatés avec de larges lobes du carpe, les dactyles des péréiopodes 3 et 4 sont 0,45× du propodus respectif et les dactyles des péréiopodes 5 à 7 sont 0,6×, un processus spiniforme distal sur le pédoncule de l'uropode 1, et un telson allongé mais faiblement fendu.

## Systématique
Le genre Dulcibella et l'espèce Dulcibella camanchaca ont été décrits en 2024 par Johanna N. J. Weston (d) et Carolina E. González (d), dans une publication coécrite avec Rubén Escribano (d) et Osvaldo Ulloa (d). La découverte de cette espèce a été permise par un prélèvement effectué à 7 902 m de profondeur dans la fosse d'Atacama au large du Chili et du Pérou.

### Étymologie
Le nom générique, Dulcibella, fait référence à Dulcinea del Toboso, un personnage fictif du roman Don Quichotte. Cette dénomination s'est faite dans le prolongement de celles des genres Cleonardo et Dorotea qui appartiennent à la même famille biologique.
Son épithète spécifique, camanchaca, reprend « le nom donné au brouillard côtier dense et bas qui se forme près du désert d'Atacama et qui se déplace vers l'intérieur des terres. C'est également le nom donné à certains habitants du littoral de cette région désertique. Enfin, camanchaca a également le sens de ténèbres dans les langues des peuples de la région des Andes et, dans notre cas, signifie l'océan profond et sombre d'où cette espèce est originaire ».

### Publication originale
- (en) Johanna N. J. Weston, Carolina E. González, Rubén Escribano et Osvaldo Ulloa, « A new large predator (Amphipoda, Eusiridae) hidden at hadal depths of the Atacama Trench », Systematics and Biodiversity, Cambridge, vol. 22, no 1,‎ 27 novembre 2024 (ISSN 1477-2000, e-ISSN 1478-0933, DOI 10.1080/14772000.2024.2416430, lire en ligne, consulté le 11 décembre 2024).